# Missione Anthropoid
Missione Anthropoid (Anthropoid) è un film del 2016 diretto da Sean Ellis.
La pellicola, di carattere storico, è stata sceneggiata dallo stesso regista Ellis insieme a Anthony Frewin, con interpreti principali Cillian Murphy, Jamie Dornan, Harry Lloyd, Toby Jones, Charlotte Le Bon e Bill Milner. Il film narra i fatti dell'operazione Anthropoid, durante la seconda guerra mondiale, che videro l'assassinio del generale delle SS Reinhard Heydrich da parte di militari cecoslovacchi il 27 maggio 1942.

## Trama

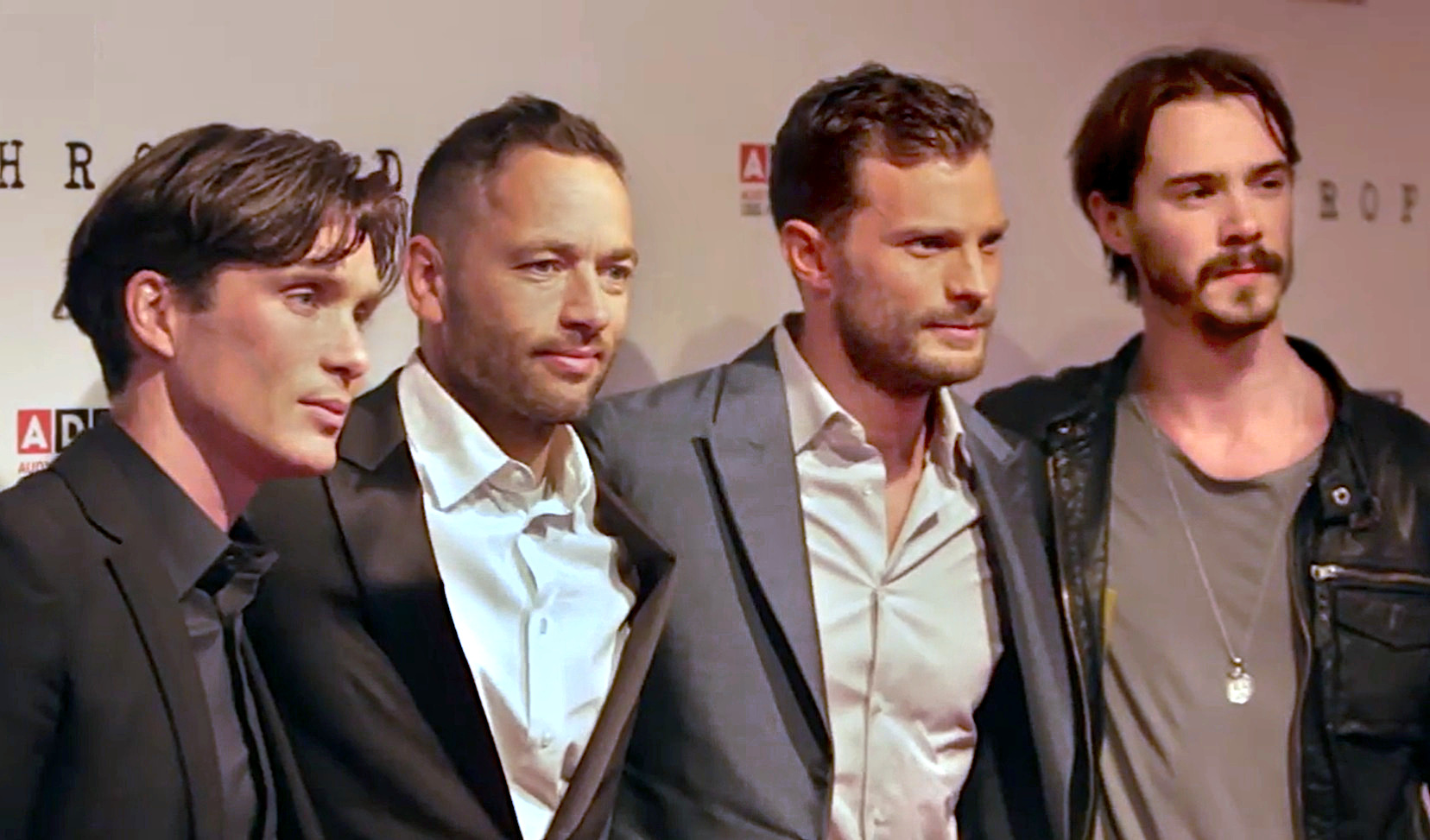
Missione Anthropoid: Cillian Murphy, Sean Ellis (regista), Jamie Dornan, Sam Keeley (2016)

Durante l'occupazione nazista in Europa, nel dicembre 1941, due agenti del governo cecoslovacco in esilio, addestrati dagli inglesi del Special Operations Executive, Jozef Gabčík e Jan Kubiš vengono paracadutati nei pressi di Plzeň, vicino a Praga. Jozef al momento dell'atterraggio si ferisce alla caviglia cercando di scendere da un albero in cui si era impigliato con il suo paracadute. I due uomini devono trovare il loro contatto in Cecoslovacchia ma vengono scoperti da due combattenti della resistenza che si rivelano però traditori. Jozef uccide uno dei due ma Jan non riesce a sparare all'altro, insieme rubano il camion dei due traditori e si dirigono a Praga.
Vengono indirizzati al dottor Eduard, un veterinario, che ricuce la ferita di Jozef e organizza loro un incontro con altri membri della resistenza, guidati da "zio" Jan Zelenka-Hajský. I due paracadutisti rivelano che la loro missione è l'"operazione Anthropoid", ovvero devono assassinare Reinhard Heydrich, uno dei più potenti gerarchi della Germania nazista, uno dei principali responsabili dell'Olocausto.
Pur non avendo un'apparecchiatura adeguata e con una scarsa preparazione per un compito tanto arduo, Jozef e Jan devono trovare un modo per assassinare Heydrich, un'operazione che, si spera, cambierà il volto dell'Europa. "zio" Jan li porta dalla Signora Moravcová che li ospita in casa sua insieme al figlio di lei, At'a, un ragazzo che vuole diventare violinista. Con l'aiuto di due giovani donne, Marie Kovárníková e Lenka Fafková di cui i due uomini si innamorano, insieme ad altri compatrioti, viene programmato l'agguato ad Heydrich. Quando si scopre che Heydrich è in procinto di essere trasferito, Jozef e Jan capiscono che devono agire immediatamente.
Il 27 maggio 1942, l'attacco viene effettuato. Quella mattina Heydrich si stava recando, come ogni giorno, dalla sua abitazione (situata a Panenské Břežany, un sobborgo della capitale) al castello di Praga, sede del governatorato.
Subito dopo i due si incontrano nella casa dove erano stati ospitati fino al allora. Le forze naziste cercano subito i responsabili dell'attacco rastrellando le strade, Lenka e Marie si trovano in strada e Lenka cerca di fuggire ma viene uccisa. Marie sconvolta torna nel rifugio dei due uomini e piangendo rivela l'accaduto. Jozef distrutto dal dolore si accusa della morte di Lenka e Jan cerca di calmarlo. In seguito "zio" Jan li conduce da padre Petrek che li nasconde in una cripta nascosta all'interno della cattedrale dove già si trovano gli altri compatrioti: Adolf Opálka, Jan Hrubý, Josef Bublik, Jaroslav Svarc e Josef Valcik.
Padre Petrek informa Jozef, Jan e gli altri che Heydrich è morto in ospedale e che i tedeschi per rappresaglia sono andati in un villaggio, Lidice, e hanno ucciso tutti gli uomini al di sopra dei 16 anni, portando donne e bambini nei campi di concentramento radendo poi al suolo il villaggio. Karl Frank, sostituto di Heydrich, proclama un'amnistia. Jan propone di andare con Jozef in un parco con dei cartelli al collo con su scritto che sono loro gli assassini e di suicidarsi ma la cosa non viene accettata da Opálka che gli ricorda i suoi doveri di militare.
Opálka trova una planimetria della cattedrale e scopre che dietro una parete della cripta c'è una fognatura principale che sbocca nel fiume e propone di sfondare la parete e fuggire per farsi trovare dall'esercito inglese.
Karel Čurda, uno dei resistenti che all'inizio si unisce a Jozef e Jan ma che poi per paura si tira indietro prima dell'attentato, rivela ai tedeschi la famiglia dove i due uomini si nascondono. La polizia tedesca irrompe in casa della Signora Moravcová e picchiandola le chiedono dove sono nascosti i paracadutisti ma lei non risponde, prima di farsi portare via chiede di poter andare in bagno dove ingoia una capsula di cianuro e si suicida. Nel frattempo Opálka informa tutti che il vescovo Gorazd ha chiesto a padre Petrek di allontanare Jozef, Jan e gli altri perché la loro presenza è pericolosa e padre Petrek ha parlato con Hajsky e hanno ideato un piano per farli uscire.
Le truppe naziste, dopo aver torturato il figlio della signora Moravcová, scoprono il nascondiglio dei paracadutisti e circondano la cattedrale. Jan, Opálka e Bublik, che erano di guardia all'interno, uccidono i primi tedeschi iniziando così un estenuante conflitto a fuoco. Jozef, Hrubý, Svarc e Valcik si trovano nella cripta. Intanto prima che la polizia tedesca lo raggiunga lo "zio" Jan si uccide con una capsula di cianuro. Opálka ferito gravemente in seguito ad una granata si uccide anch'egli ingoiando una capsula di cianuro e sparandosi in testa davanti ad Jan. Bublik viene spinto oltre una balaustra dallo scoppio di una granata, si aggrappa al bordo e Jan cerca di issarlo ma i tedeschi gli sparano ferendolo ed è costretto a lasciare la presa facendo cadere il compagno. Jan ormai esausto usa l'ultimo proiettile per togliersi la vita.
I tedeschi portano fuori i corpi di Jan, Opálka e Bublik e chiamano Karel per identificarli scoprendo che Jozef non è tra loro. Così i tedeschi tornano dentro e scoprono l'entrata della cripta e cercano di entrarvi anche costringendo Karel a convincere gli ex compagni ad arrendersi ma essi rispondono al fuoco. I tedeschi dopo aver sparato contro una piccola fessura, una sorta di finestra, della cripta che dà sulla strada prendono delle manichette e attraverso di essa cercano di allagare la cripta. Uno dei ragazzi usa una scala per spingere indietro le manichette ma alcuni soldati tedeschi riescono a prendere la scala e a portarla via e a reinserire le manichette nella finestra. I ragazzi cechi decidono di continuare a scavare la parete che dava sulla fognatura e nel frattempo la polizia tedesca scopre la planimetria della cattedrale e trova un punto del pavimento della chiesa da far detonare che si trova proprio sopra la cripta stessa. E mentre i tedeschi incalzano, i quattro giovani cechi capiscono che non hanno più via d'uscita e con l'ultimo proiettile messo da parte si uccidono sparandosi alla testa. Jozef muore vedendo Lenka un'ultima volta.
I sette paracadutisti difesero la cattedrale per 6 ore. Come rappresaglia dell'assassinio di Heydrich si calcola che furono uccisi più di 5.000 cechi tra uomini, donne e bambini dalle SS. Heydrich fu l'ufficiale più alto in carica ad essere assassinato durante la guerra. Dopo l'assassinio e le rappresaglie dei tedeschi Winston Churchill dichiarò nullo l'accordo di Monaco e considerò la Cecoslovacchia un importante alleato nella lotta per la libertà.

## Distribuzione
In Italia, il film è uscito in video on demand nel 2017. Dal 2019 è reperibile in DVD.